# SN 2010cr
SN 2010cr – supernowa odkryta 15 maja 2010 roku w galaktyce NGC 5177. W momencie odkrycia miała maksymalną jasność 17,00m.